# Бантине (Сасари)
Бантине је насеље у Италији у округу Сасари, региону Сардинија.
Према процени из 2011. у насељу је живело 105 становника. Насеље се налази на надморској висини од 628 м.